# 인테리어 디자인

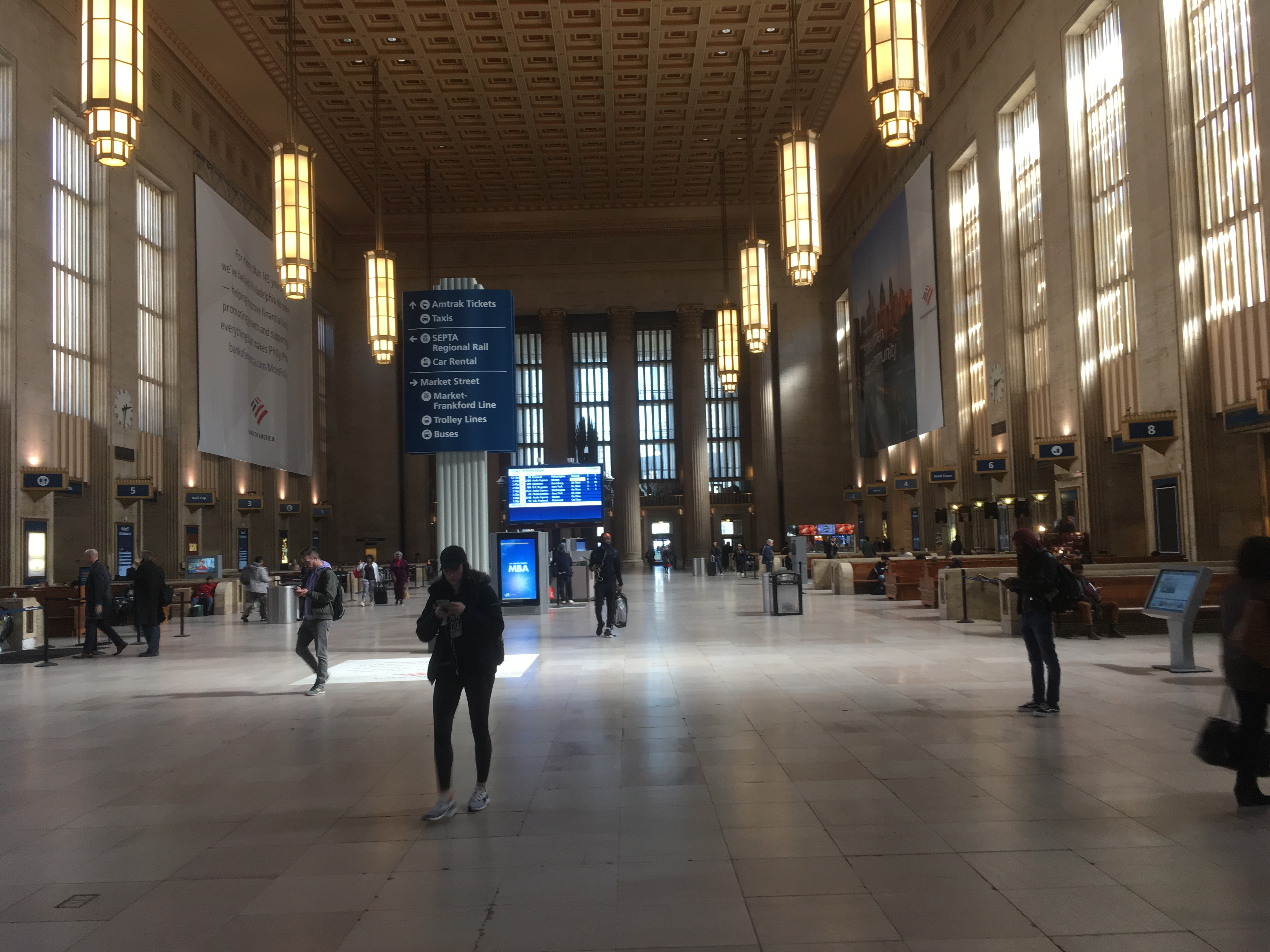
필라델피아 30번가 역에 있는 그랜드 콩코스 내부 아트 데코

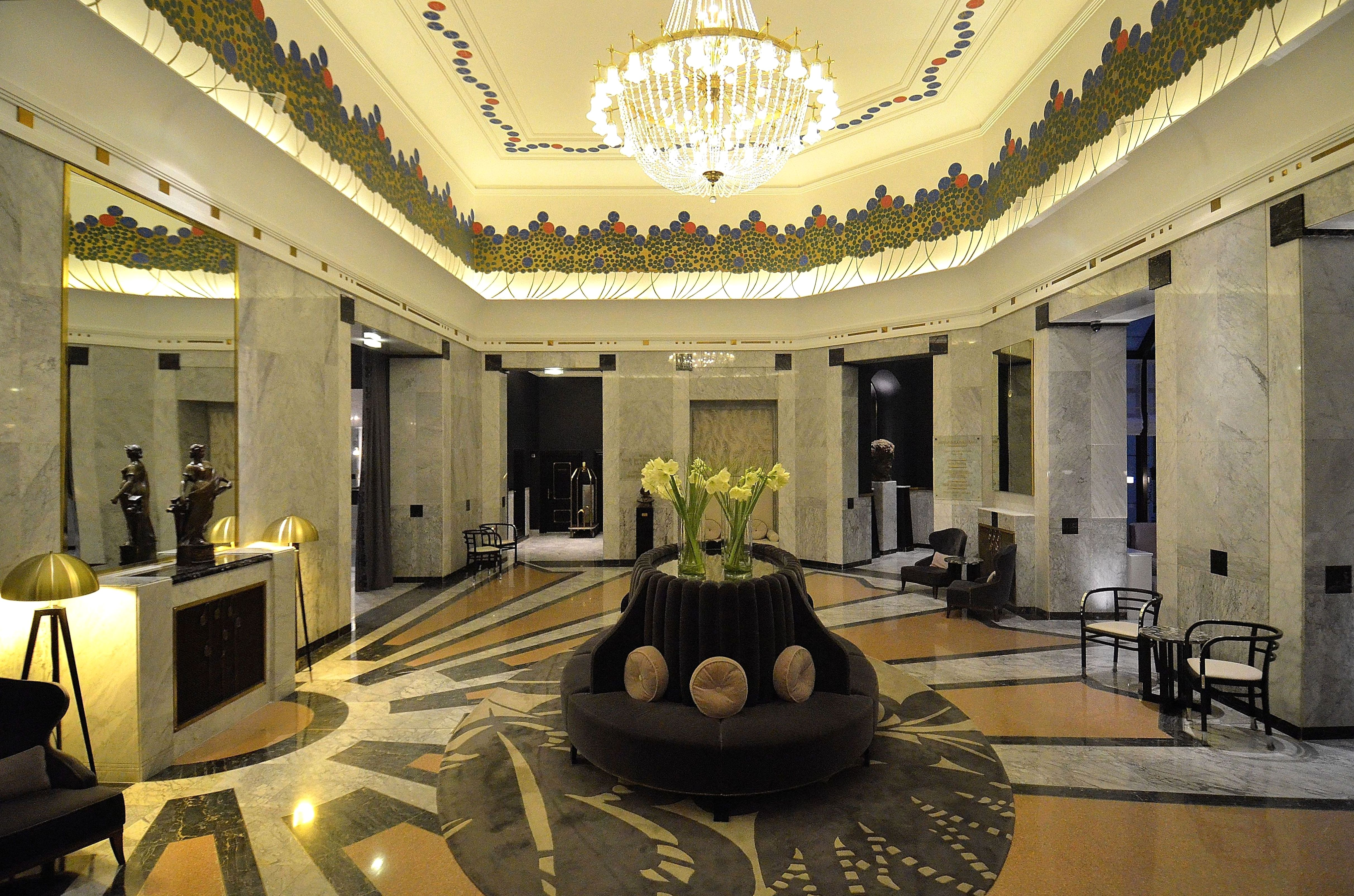
바르샤바의 호텔 브리스톨 로비

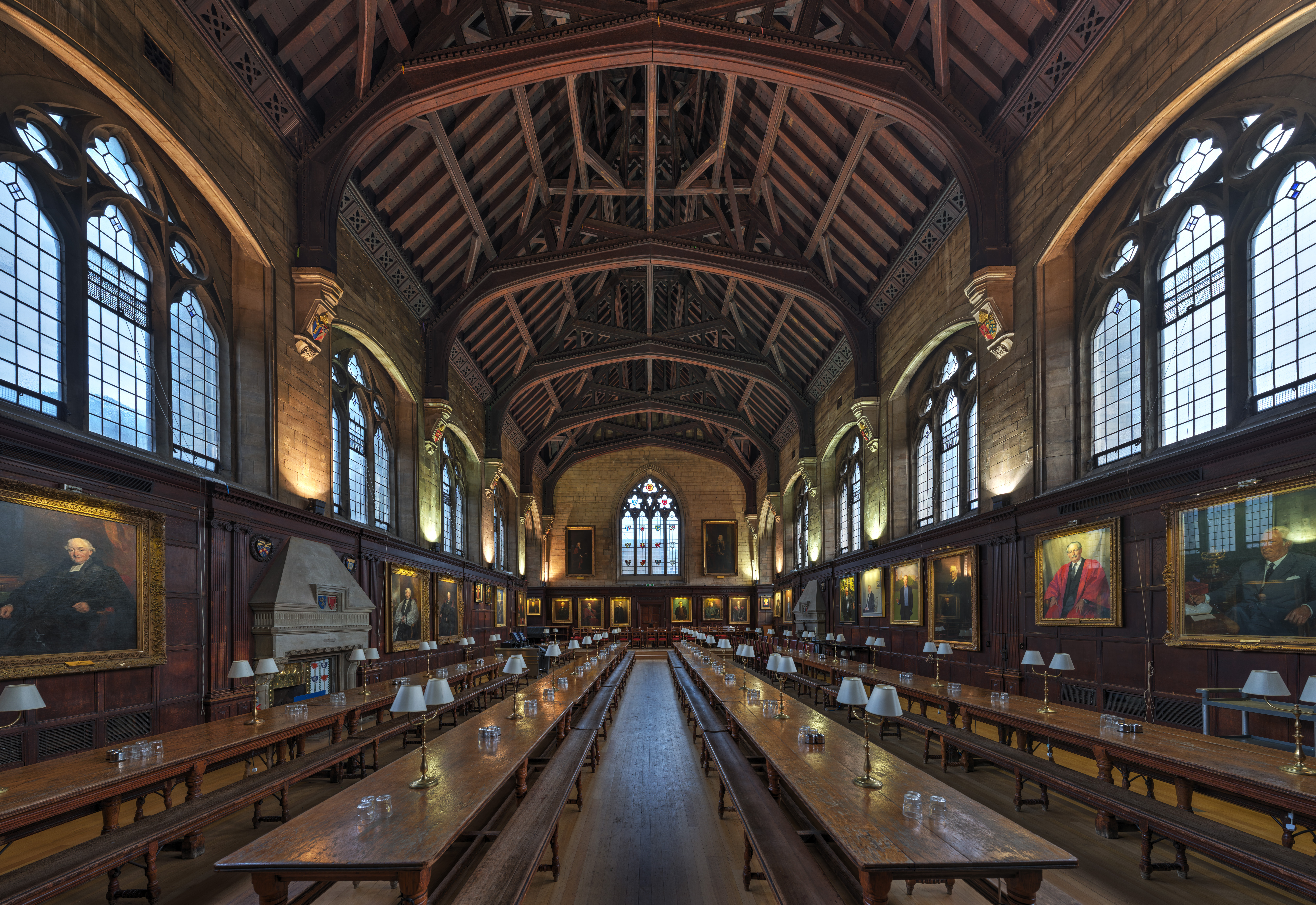
역사적인 예: 발리올 칼리지 다이닝 홀, 옥스퍼드

인테리어 디자인(영어: Interior design), 또는 실내 장식은 차량이나 건물 내부, 실내, 가구 등의 디자인을 가리킨다.
실내 장식의 뜻이다. 인테리어 데커레이션 혹은 실내장식이란 말은 옛부터 있었으며, 서양 건축의 천장과 벽 또는 방바닥의 표면을 다른 재료를 써서 마무리짓는 화장이나 마무리 위에 회화나 부조를 하고 샹들리에, 거울, 가구류에 의장을 집중시켜 실내를 하나의 양식으로 만드는 것을 뜻했다. 그러나 아르누보와 제체션 이후부터는 생활방식, 개인의 능력, 개인의 이상에 부합하도록 실내를 설계하는 것을 인테리어 디자인이라고 부르게 되었다. 프랭크 로이드 라이트, 르 코르뷔지에, 미스 반 데르 로에 같은 건축가는 가구를 만들고 훌륭한 실내설계를 하였다. 현대에는 인테리어 디자이너라는 직능이 확립되어 있어 경향은 배, 항공기, 단위주거 내부의 디자인에 이르기까지 폭넓게 적용된다.

## 같이 보기
- 청사진
- 환경심리학